# 假槟榔

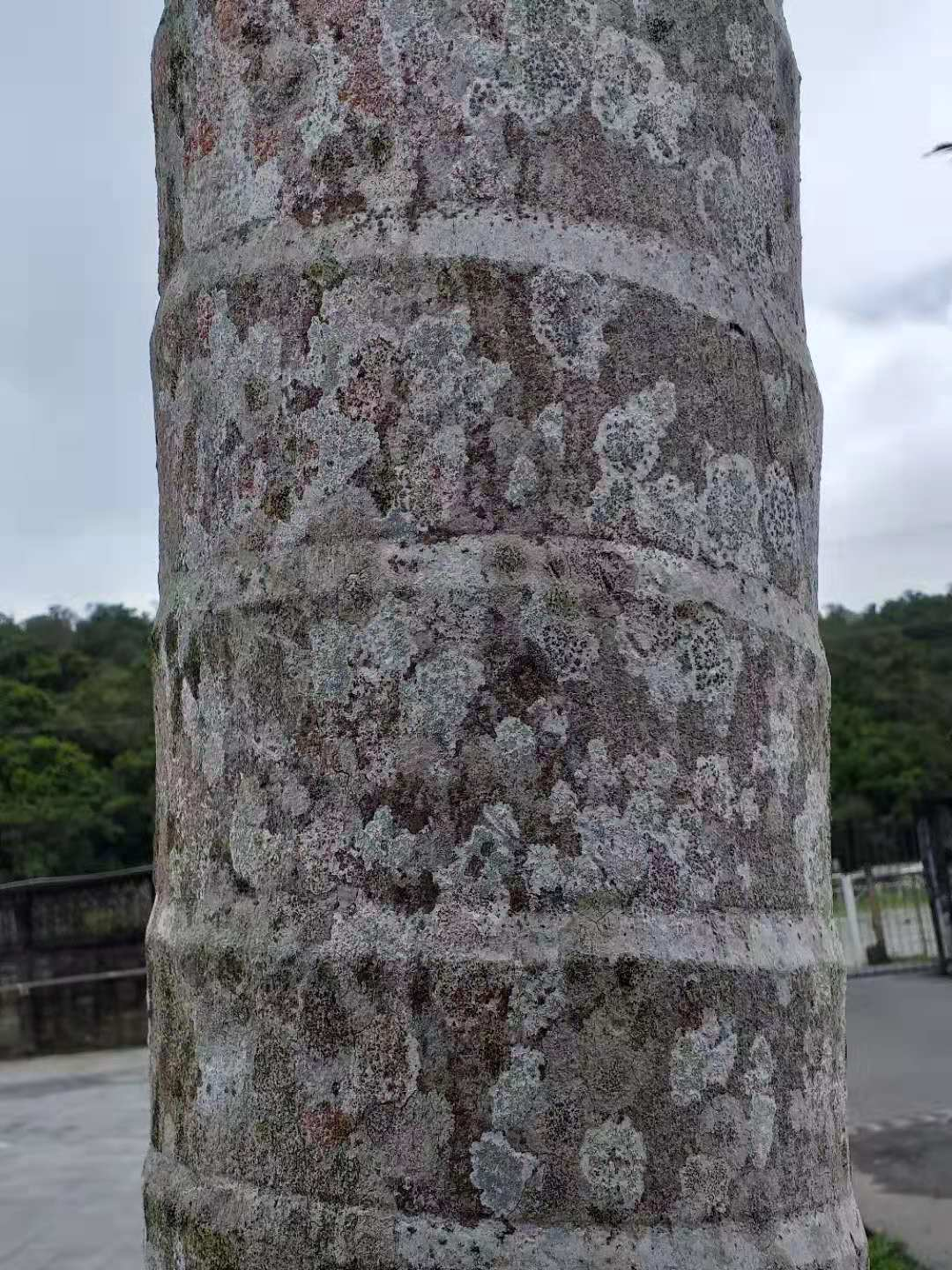
落葉留下的環紋與樹身美麗斑紋，實際觸感極為平滑。

假槟榔（学名：Archontophoenix alexandrae）又稱亞歷山大椰子，为棕榈科假槟榔属下的一个种。假檳榔學名是以丹麥公主雅莉珊卓 (Alexandra Caroline Marie Charlotte Louise Julia）命名，與世稱亞歷山大大帝並無關係，因此如以雅莉珊卓椰子為中文名似乎更具文化意涵。假檳榔原生地為澳洲，圓柱形樹幹高聳直立，樹葉叢生於幹頂，纖細獨特的外型成為頗受喜愛的景觀樹或是行道樹。假檳榔樹幹上有一圈圈落葉留下的環紋亦為其特色。更具特色的應是樹幹給人極其平滑的觸感。